# Desertaria fasciata
Desertaria fasciata är en insektsart som beskrevs av Yngve Sjöstedt 1920. Desertaria fasciata ingår i släktet Desertaria och familjen gräshoppor. Inga underarter finns listade i Catalogue of Life.